# The Female
The Female is een Amerikaanse dramafilm uit 1924 onder regie van Sam Wood. De film is wellicht zoekgeraakt.

## Verhaal
Dalla is een ongetemd weesmeisje uit de Zuid-Afrikaanse open vlakte. Ze wordt verliefd op de Britse kolonel Valentia, maar zijn verfijnde vrienden steken de draak met haar. Ontgoocheld gaat ze een huwelijk aan met Barend de Beer. Ze zullen drie jaar wachten om het huwelijk te consummeren. Dalla gaat intussen naar Groot-Brittannië en leert er zich te gedragen als een dame. Terug in Zuid-Afrika wordt ze tijdens een leeuwenjacht lastiggevallen door Clon Biron. Als De Beer terugkeert, wordt hij gedood door Biron. Eerst wordt Dalla beschuldigd van die moord, maar uiteindelijk komt de waarheid aan het licht. Niets staat haar geluk met kolonel Valentia nog in de weg.

## Rolverdeling
| Acteur          | Personage        |
| --------------- | ---------------- |
| Betty Compson   | Dalla            |
| Warner Baxter   | Kolonel Valentia |
| Noah Beery      | Barend de Beer   |
| Dorothy Cumming | Clodah Harrison  |
| Freeman Wood    | Clon Biron       |
| Helen Butler    | Laura Alcutt     |
| Pauline French  | Mevrouw Cstigne  |
| Edgar Norton    | Clyde Wiel       |
| Florence Wix    | Lady Malete      |